# 更地駅
更地駅（さらぢえき）は、岐阜県揖斐郡大野町にあった名古屋鉄道谷汲線の駅である。
駅の傍らには桜の木が植わっていて、桜の名所として知られていた。

## 歴史
谷汲線が前身である谷汲鉄道の路線として1926年に開業した当初より存在した駅である。当初案では当駅が稲富駅となり、当駅 - 赤石駅間に2本のトンネルを通して短絡することが予定されていたが、資金不足により短絡案は放棄された。開業線のルートに変更された際に寺内駅予定地東方に稲富駅が新たに計画され、それに伴い当駅の駅名は更地に変更された。
開業時より交換可能駅であり、翌年の谷汲山華厳寺十一面観世音菩薩御開帳に伴う臨時ダイヤ策定の際にも当駅での交換が検討されたが、駅間距離が適切でなかったために当駅の交換設備は使用されず、稲富駅を移設・交換駅化して対応した。貨物側線も存在したが輸送量は少なく、1931年（昭和6年）には輸送量が0になっていた。
- 1926年（大正15年）4月6日 - 谷汲鉄道の黒野駅 - 谷汲駅間の開業により開設[6][7]。
- 1927年（昭和2年）12月 - 列車交換用の信号機撤去[5]。
- 1941年（昭和16年）12月 - 北野畑駅の貨物側線に流用するため側線のレールを撤去[8]。
- 1944年（昭和19年）3月1日 - 谷汲鉄道が名古屋鉄道へ合併、同社の谷汲線の駅となる[7]。
- 1948年（昭和23年）11月1日以前 - 無人化[9]。
- 1976年（昭和51年）以前 - 駅舎撤去[8]。
- 2001年（平成13年）10月1日 - 谷汲線廃止とともに廃駅[10]。

## 駅構造
単式1面1線。かつては島式1面2線の列車交換設備と片面1線の貨物ホームがあり、駅舎も存在した。晩年、使用されなくなった貨物ホームの残骸は民家の畑と化していた。

### 配線図
| ← 谷汲方面 | 更地駅 構内配線略図 | → 黒野方面 |
| 凡例 出典: |                     |            |

## 利用状況
- 『名古屋鉄道百年史』によると1992年度当時の1日平均乗降人員は54人であり、この値は岐阜市内線均一運賃区間内各駅（岐阜市内線・田神線・美濃町線徹明町駅 - 琴塚駅間）を除く名鉄全駅（342駅）中341位、 揖斐線・谷汲線（24駅）中23位であった[1]。

## 隣の駅
名古屋鉄道
谷汲線
稲富駅 - 更地駅 - 北野畑駅
- 更地駅 - 北野畑駅間には八王子坂駅があったが、1944年（昭和19年）に休止され、1969年（昭和44年）4月5日に廃止されている。